# فرودگاه اسمیراویوو
فرودگاه اسمیراویوو (به روسی: Смуравьёво) یک فرودگاه نظامی است که یک باند فرود بتن دارد و طول باند آن ۲۵۰۰ متر است. این فرودگاه در شهر گدوف کشور روسیه قرار دارد و در ارتفاع ۶۱ متری از سطح دریا واقع شده است.